# スクレーパー (工具)

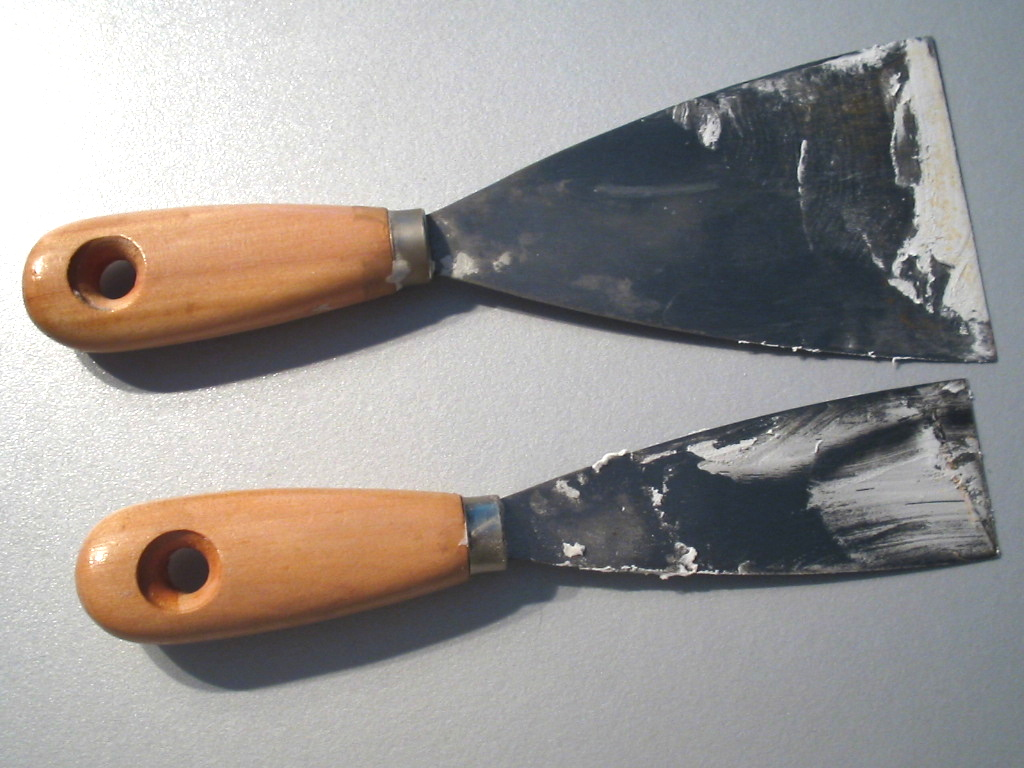
スクレーパーの例

スクレーパー（scraper）は、工業分野で用いられるへら状の刃に柄を付けた工具の総称。

## 概要
機械や建築などで、表面仕上げの施工をするのに用いられる。形状は用途によりさまざまで、細長いものからへら部分が幅広いものまである。塗装などには幅広いものが使われる。ものをはがすための工具に限定すると、ステッカー、ガスケット、パッキンなどをはがすときに使う。刃の材質は、セラミックス・超硬刃・硬鋼刃・ステンレス鋼等がある。
尚、きさげ加工に使われる工具も「スクレーパー(scraper)」と呼ばれる。
ガラススクレーパー（glass scraper)は清掃業界等で幅広く用いられるスクレーパー。物をはがす用途ではなく、清掃済みのガラス表面から水分を掻き落とすために使われる。構造や役割は自動車用のワイパーと類似する。

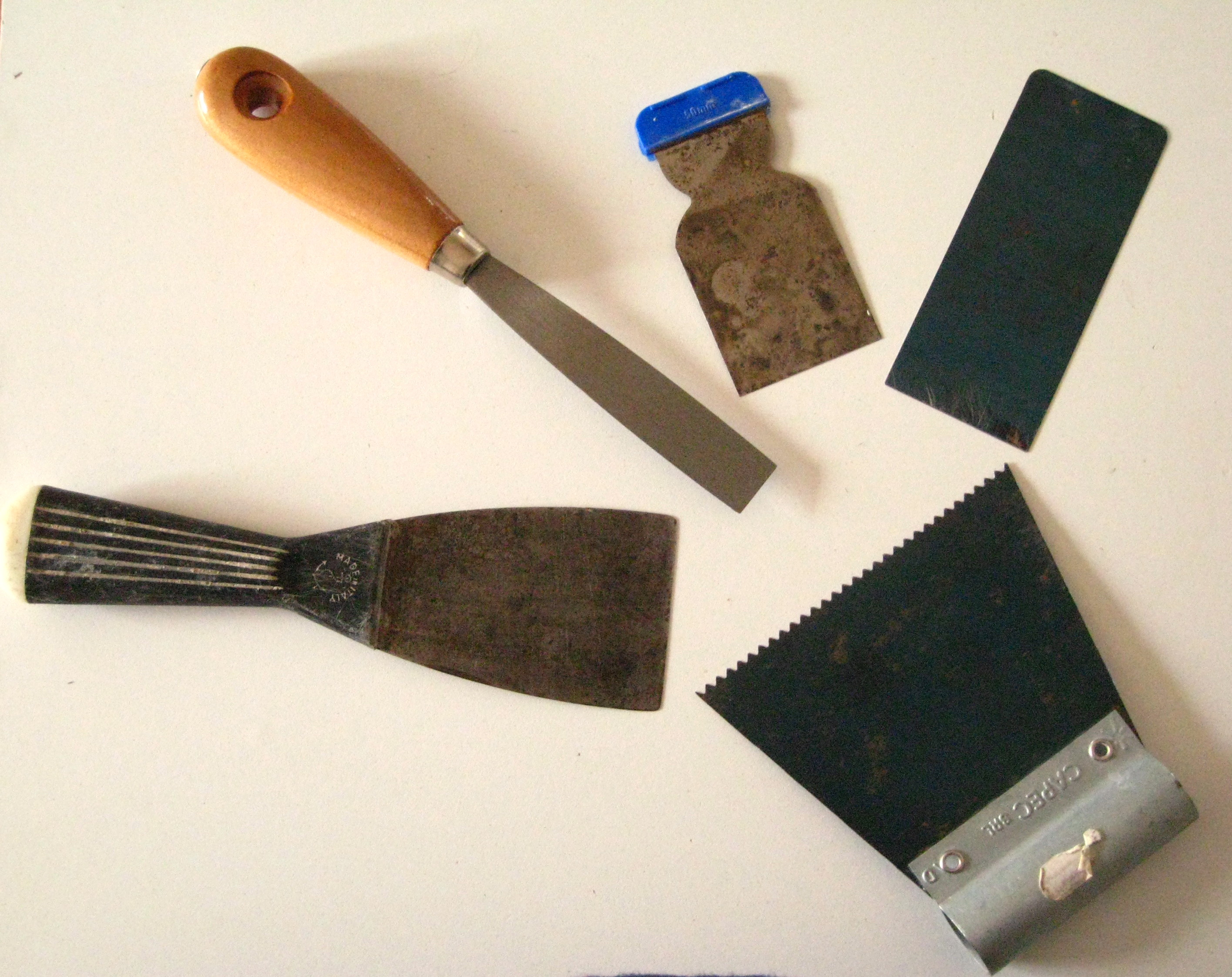
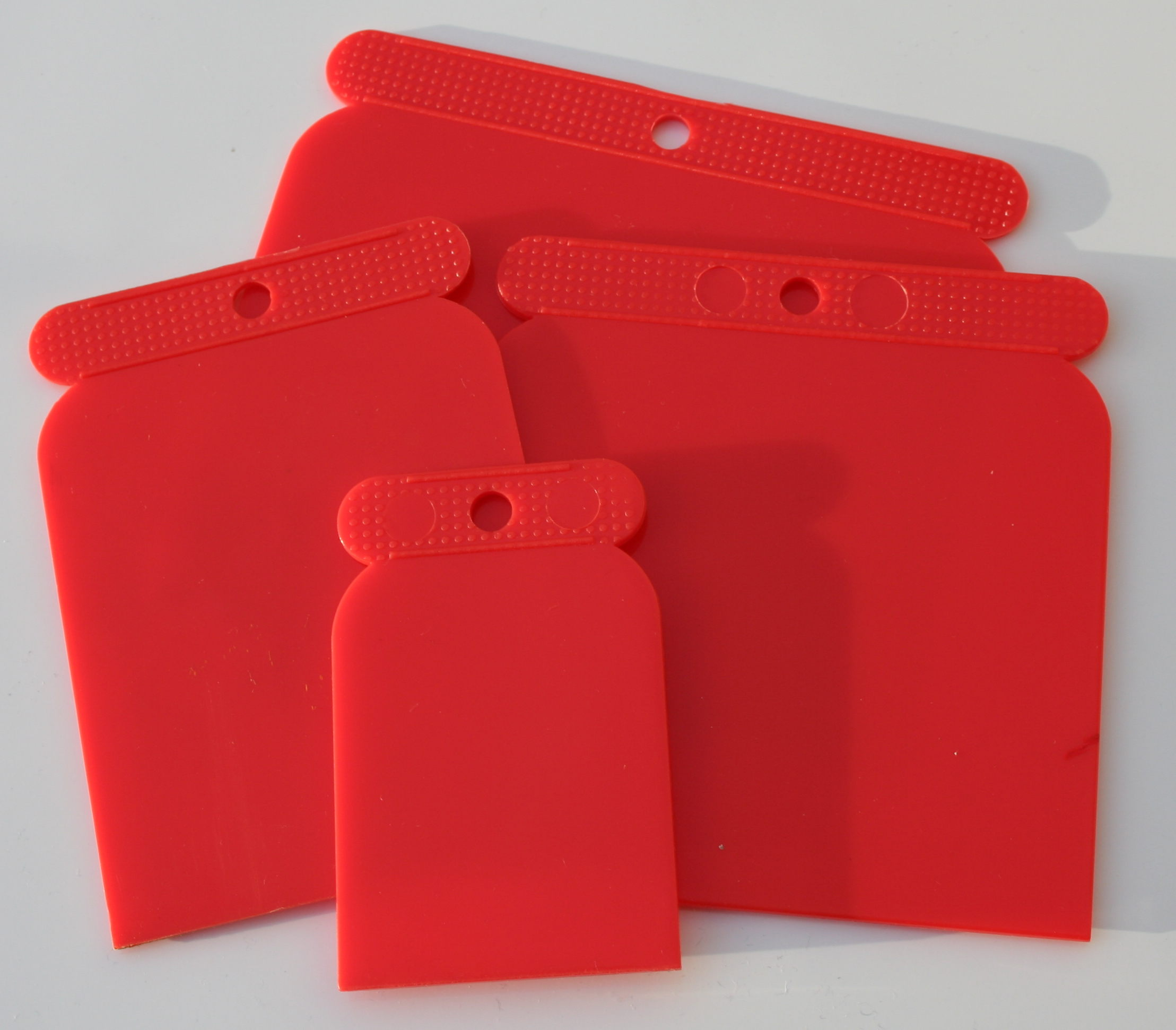
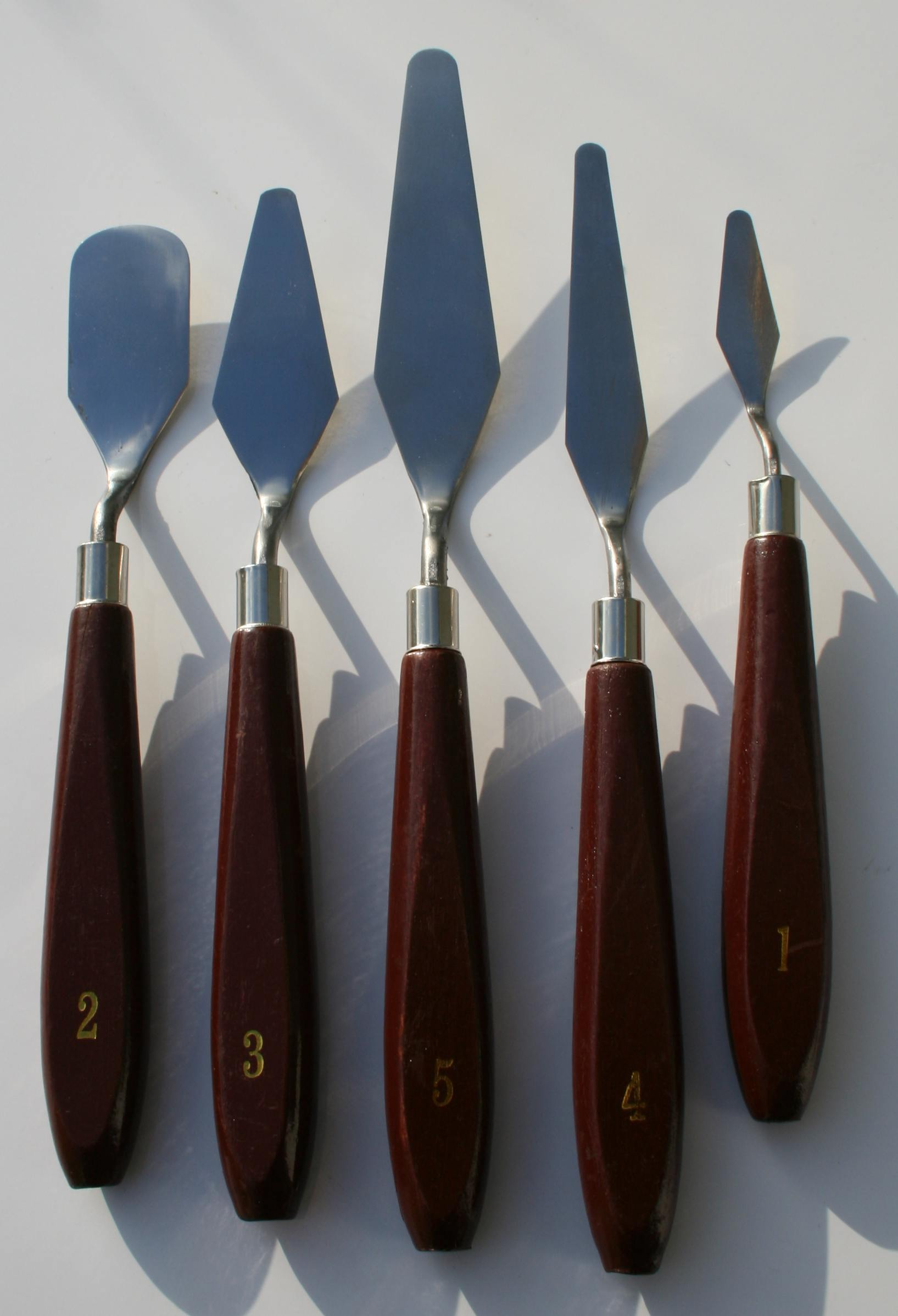